# جورجيو كورونا
جورجيو كورونا (بالإيطالية: Giorgio Corona)‏ (15 مايو 1974 بباليرمو في إيطاليا - ) هو لاعب كرة قدم إيطالي في مركز الهجوم. لعب مع نادي كاتانزارو ونادي كاتانيا ونادي مانتوفا ونادي مسينا وGiugliano Calcio 1928 ‏ وBrindisi FC ‏ ونادي تارانتو 1927 وCampobasso FC ‏ وSSD 1937 Milazzo ‏ وAssociazione Sportiva Dilettantistica Atletico Tricase ‏ وUSD Atletico Catania ‏ ويوفي ستابيا.

## وصلات خارجية
- جورجيو كورونا على موقع قاعدة بيانات كرة القدم.إي يو (الإنجليزية)
- جورجيو كورونا على موقع Soccerway.com (الإنجليزية)
- جورجيو كورونا على موقع عالم كرة القدم.نت (الإنجليزية)